# Adhara
Adhara (ε Canis Majoris / Epsilon CMa / ε CMa) je dvojhvězda a rovněž jedna z nejjasnějších hvězd na noční obloze se zdánlivou magnitudou 1,50. Přestože je označena pátým písmenem řecké abecedy ε (epsilon), je druhou nejjasnější hvězdou v souhvězdí Velkého psa (Canis Majoris). Zhruba před 4,7 miliony let to byla nejjasnější hvězda na obloze se zdánlivou magnitudou -3,99. Na základě měření paralaxy satelitem Hipparcos je v současnosti vzdálena asi 430 světelných let od Slunce. Dvě složky dvojhvězdy jsou označeny ε Canis Majoris A (oficiálně pojmenovaná jako Adhara) a ε Canis Majoris B.

## Pojmenování
Epsilon Canis Majoris je dvojhvězda podle Bayerova označení. Skládá se ze dvou složek, ε Canis Majoris A a B; toto pojmenování začal používat Washingtonský multiplikační katalog (WMC) pro systémy s více hvězdami a následně jej převzala i Mezinárodní astronomická unie.
ε Canis Majoris nesla tradiční jméno Adhara (někdy hláskované jako Adara, Adard, Udara nebo Udra), odvozené z arabského slova عذارى ‘aðāra’, „panny“ . V roce 2016 uspořádala Mezinárodní astronomická unie pracovní setkání, jejímž cílem bylo katalogizovat a standardizovat vlastní jména hvězd. Unie se rozhodla přiřadit vlastní jména spíše jednotlivým hvězdám než celým hvězdným systémům. Dne 21. srpna 2016 schválila jméno Adhara pro hvězdu ε Canis Majoris A a ta je tak nyní zahrnuta do seznamu hvězdných jmen schválených IAU.
Egyptský astronom Al Achsasi al Mouakket sepsal v 17. století dílo nazvané Calendarium a v něm je Epsilon Canis Majoris nazvána أول العذاري (awwal al-adhara), „První mezi pannami“. Spolu s δ Canis Majoris (Wezen), η Canis Majoris (Aludra) a ο² Canis Majoris (Thanih al Adzari) byly tyto hvězdy také Al ʽ Adhārā (العذاري), tedy „Panny“.

## Fyzikální vlastnosti
Epsilon Canis Majoris je dvojhvězda. Její hlavní složka, Epsilon Canis Majoris A, má zdánlivou magnitudu +1,5 a patří do spektrální třídy B2. Její barva je modrá nebo modro-bílá díky povrchové teplotě 22 900 K. Její vyzařování se rovná 38 700krát vyzařování Slunce. Je rovněž největším zdrojem ultrafialového záření na noční obloze. Je to také nejsilnější zdroj fotonů schopných ionizovat atomy vodíku v mezihvězdném plynu blízko Slunce, což je velmi důležité při určování ionizačního stavu lokálního mezihvězdného mraku. Její společník, Epsilon Canis Majoris B, má zdánlivou magnitudu +7,5 (absolutní +1,9) a je vzdálen 7,5" pod pozičním úhlem 161° od hlavní hvězdy. Přes relativně velkou úhlovou vzdálenost mohou být jednotlivé složky rozeznatelné pouze ve velkých dalekohledech, protože hlavní hvězda je přibližně 250krát jasnější než její společník.
Před několika miliony let byla ε Canis Majoris mnohem blíže ke Slunci, než je tomu v současnosti. Asi před 4,7 miliony let byla Adhara pouhých 34 světelných let od Slunce a byla tak nejjasnější hvězdou na noční obloze se zdánlivou magnitudou -3,99. Žádná jiná hvězda od té doby nedosáhla tohoto jasu, a ani žádná jiná hvězda nedosáhne tohoto jasu po dobu nejméně následujících pěti milionů let.

## Zajímavosti
ε Canis Majoris je zobrazena na brazilské vlajce a symbolizuje stát Tocatins.